# Orchesia fusiformis
Orchesia fusiformis es una especie de coleóptero de la familia Tetratomidae.

## Distribución geográfica
Habita en Siberia (Asia).